# Alexandru Samoilă
Alexandru Samoilă (în rusă Александр Самуил, transliterat: Aleksandr Samuil; n. 30 octombrie 1950, Tomsk, RSFS Rusă, URSS) este un dirijor sovietic și moldovean. Este Artist al Poporului din RSS Moldovenească (1988), membru de onoare al Academiei de Științe a Moldovei.

## Biografie
S-a născut în 1950 în Tomsk, Rusia, într-o familie de români bucovineni deportați. Din 1981 până în 2003 a fost dirijor-șef și director artistic al Teatrul Național de Operă a RSS Moldovenești și Republicii Moldova. A colaborat cu ansambluri precum Orchestra Națională Rusă „Ceaikovski”, Orchestra Filarmonicii din Sankt Petersburg, Filarmonica Nouă a Japoniei, Orchestra Națională a Radioului Român.
De-a lungul carierei a dirijat în teatre de operă din Moscova, la Teatrul Bolșoi, Opera „Stanislavski”, în Sankt Petersburg și în alte orașe din Rusia și fosta Uniune Sovietică. Are în repertoriul său dirijoral peste 50 de titluri de operă și balet și a susținut turnee în țări precum Marea Britanie, Spania, Portugalia, Italia, Japonia, Islanda, Ungaria, Bulgaria, Turcia etc. Printre succesele sale se numără colaborarea cu Royal Albert Hall din Londra (1996) unde a debutat cu spectacolul „Aida” (Giuseppe Verdi).
Din 2009 până în 2019, a fost dirijor-șef al Teatrului Național Academic de Operă și Balet din Odesa.
Din 2019 până în 2021, a fost dirijor-șef al teatrului moscovit Novaia opera, din 2021, dirijor al teatrului.

## Distincții
- 1983: Artist emerit al RSS Moldovenești
- 1986: Medalia de Onoare a competiției internaționale Madama Butterfly (Tokyo, Japonia)
- 1987: Ordinul „Insigna de Onoare”
- 1988: Artist al Poporului al RSS Moldovenești
- 1990: Laureat al Premiului de Stat al RSS Moldovenești
- 1996: Cavaler al Ordinului Republicii Moldova[7]
- 2001: Laureat al Premiului Fundației Internaționale „Irina Arhipova” (medalie de aur)
- 2019: Laureat al Premiului „Cel mai bun dirijor străin de operă”, din partea Asociației de Operă Turcă Semiha Berskoy Opera Vakfì
- 2021: Academician al Academiei de Științe a Moldovei